# Юг дьо Вермандоа
Хуго Велики (Магнус) от Вермандоа или Юг I дьо Вермандоа (на френски: Hugues Ier de Vermandois, Hugues le Grand, * 1057, † 18 октомври 1101) е чрез брак граф на Валоа и Вермандоа (1080 – 1101), предводител на първия кръстоносен поход.

## Биография
Той е третият син на крал Анри I от Франция и неговата трета съпруга Анна Киевска. Неговият по-голям брат Филип I наследява през 1060 г. трона на баща му.
В началото на 1096 г. Хуго Велики решава да участва в първия кръстоносен поход. През август той тръгва на похода. След успешната обсада на Антиохия Хуго е изпратен, заедно с Балдуин II от Хеннгау, в началото на юли 1098 г., в Константинопол, за да моли император Алексий I Комнин за подсилване. Императорът обаче не е заинтересован. Хуго се връща след това във Франция вместо да се присъедини към заплануваното завладяване на Йерусалим (1099).
Във Франция той е осъден, понеже не е изпълнил клетвата си да се поклони до Йерусалим. След това Хуго Велики се присъединява към по-малкия Кръстоносен поход от 1101 г., където през юни е ранен в коляното в битка против рум-селджуките при Хераклея (Ereğli). Той избягва в Тарс, където умира от раната си на 18 октомври 1101 г. Погребан е в цъквата „Св. Павел“ в Тарс.

## Фамилия
Хуго се жени през 1078 г. за Аделхайд (* ок. 1065, † 1120/24), дъщеря наследничка на граф Хериберт IV от Валоа и на Вермандоа, и на Адела от Вексин. При смъртта на тъста му през 1080 г. той поема по право на съпругата териториите.
С Аделхайд той има осем деца:
- Матилда (* 1080), ∞ 1090 Рудолф I, господар на Beaugency († 1130);
- Агнес (* пр. 1085, † сл. 1125), ∞ Бонифаций дел Васто, маркграф на Савона-Васто († ок. 1130)
- Констанца († сл. 1118), ∞ ок. 1100 Готфрид I, граф на Ла Ферте-Гоше
- Елизабет (* пр. 1088, † 1131), ∞ I) 1096 Роберт I, граф на Мьолан ан Ивлин († 1118), 1115 разведена, ∞ II) 1116 Вилиам де Варене, граф на Сурей († 1138)
- Рудолф I (* пр. 1094, † 1152), граф на Валоа и Вермандоа
- Симон († 1148), епископ на Турне и Ноайон
- Хайнрих († 1130), господар на Шомон-ен-Вексин
- Беатрикс († сл. 1144), ∞ Хуго IV, господар на Gournay-en-Bray († 1180)

След смъртта му неговата вдовица се омъжва през 1103 г. за Райналд II, граф на Клермон.